# برينيا ألتا
بلدية برينيا ألتا (بالإسبانية: Breña Alta) هي بلدية تقع في مقاطعة سانتا كروث دي تينيريفه التابعة لمنطقة جزر الكناري جنوب غرب إسبانيا.

## الديموغرافيا
بلغ عدد سكان بلدية برينيا ألتا 7.344 نسمة عام 2011 (وفقاً للمعهد الوطني للإحصاء الإسباني).
| 5.816 | 5.866 | 6.396 | 7.039 | 7.184 | 7.337 | 7.344 |

## أعلام
- برناردو ألفاريز